# Каторга (роман)
„Каторга“ (на руски: Каторга) е исторически роман от съветския писател Валентин Пикул, написан през 1987 г.

## Сюжет
Внимание:  Текстът по-долу разкрива сюжета на произведението (или части от него)!
Романът разказва за приключенията на очарователния авантюрист и разбивач на сейфове Полинов. След като попада в ръцете на полицията, Полинов е изпратен в известния затвор на остров Сахалин, където се опитва не само да оцелее, но и да организира бягство. Но скоро започва Руско-японската война. Японските войски нападат острова и царското правителство, неможещо да организира защитата на Сахалин, взема неочаквано решение. Предлагат на каторжниците да вземат оръжие и да воюват против неприятеля. За това, след края на войната, правителството обещава на престъпниците пълно освобождаване.
Валентин Пикул подробно описва живота и обичаите, царящи в Сахалинската каторга в началото на 20. век, както и мъжеството на вчерашните престъпници, застанали на защита за родната земя.